# لويس كي. تشرتش
لويس كي. تشرتش هو قاضي ومحامي وسياسي أمريكي، ولد في 11 ديسمبر 1846 في بروكلين في الولايات المتحدة، وتوفي في 25 نوفمبر 1898 في جونو في الولايات المتحدة بسبب ذات الرئة. نشط حزبياً في الحزب الديمقراطي. وقد انتخب Governor of Dakota Territory ‏ (21 فبراير 1887 – 9 مارس 1889) وانتخب عضو جمعية ولاية نيويورك ‏.